# Sông La Ngà
Sông La Ngà là tên một con sông ở miền Nam Trung Bộ, Việt Nam, là phụ lưu cấp I của sông Đồng Nai . Sử nhà Nguyễn gọi sông này là La Nga (tiếng Trung: 羅俄).

## Dòng chảy
Sông La Ngà bắt nguồn từ cao nguyên Di Linh ven khu vực thành phố Bảo Lộc thuộc tỉnh Lâm Đồng, chảy qua các tỉnh Lâm Đồng, Bình Thuận, Đồng Nai với chiều dài trên 272 km và lưu vực 4.710 km² rồi đổ vào hồ Trị An.

### Thượng nguồn
Ở thượng nguồn sông La Ngà là hợp lưu của hệ thống nhiều sông suối nhỏ, nơi hợp lưu của ba con suối nhỏ có tên Rơ Nha, Đac Toren và Đac No ở độ cao trung bình hơn 1.000m, nơi cao nhất tới 1.460m, nhưng về tổng thể có thể coi là ba sông nhánh bắt nguồn từ phía tây,nơi hợp lưu của ba con suối nhỏ có tên Rơ Nha, Đac Toren và Đac No ở độ cao trung bình hơn 1.000m, nơi cao nhất tới 1.460m đông bắc và đông thành phố Bảo Lộc. Chúng hợp lưu ở phía nam thành phố Bảo Lộc, theo đường chim bay khoảng 7 km

### Dòng chính
Sông La Ngà chảy ngoằn ngoèo theo hướng bắc tây bắc-đông đông nam trên chiều dài khoảng 30 km tới hồ chứa nước cho nhà máy thủy điện Hàm Thuận công suất 300 MW của cụm nhà máy thủy điện Hàm Thuận - Đa Mi nằm trên địa phận hai tỉnh Lâm Đồng và Bình Thuận. Từ hồ chứa nước này sông La Ngà tách làm hai nhánh, một nhánh chảy theo hướng đông bắc - tây nam để dẫn nước tới hồ chứa nước cho nhà máy thủy điện Đa Mi công suất 175 MW (ở phía tây tây nam hồ chứa nước của nhà máy thủy điện Hàm Thuận). Nhánh phía đông chảy vòng thúng rồi hợp lưu với nhánh thoát nước của nhà máy thủy điện Đa Mi trong địa phận huyện Tánh Linh tỉnh Bình Thuận.
Do địa hình chi phối cao, hướng chảy của sông La Ngà rất phức tạp. Khoảng 100 km kể từ nguồn, lưu vực có dạng lá cây, dòng chính chảy theo hướng gần như từ bắc xuống nam, kế tới Tà Pao dài 30 km chảy theo hướng tây nam, 25 km tiếp chảy theo hướng tây bắc, (đoạn từ ranh giới giữa Đồng Nai và Bình Thuận), về tới suối Gia Huynh dài khoảng 30 km sông chảy theo hướng từ bắc xuống nam. Từ đây về tới chỗ nhập lưu với sông Đồng Nai còn khoảng 20 km, hướng chảy là tây bắc có đoạn gần như từ nam đến bắc. Đặc biệt, đoạn từ ranh giới giữa hai tỉnh Đồng Nai và Bình Thuận về tới Đồng Hiệp, sông chảy uốn khúc quanh co. Sau đó sông La Ngà đổi hướng thành đông nam - tây bắc tới ranh giới với tỉnh Đồng Nai. Từ đây nó đổi hướng thành đông bắc - tây nam.

### Chi lưu
Các chi lưu quan trọng của sông La Ngà là sông Da Rgna, Da R'Gnao và sông Các. Ngoài ra, sông còn nhận một lượng nước từ hồ Biển Lạc thông qua suối Lăng Quăng.

## Truyền thuyết[6]
Vào cái thời xa xưa, khi trời và đất còn nối liền nhau bằng những ngọn núi và sương mù, trong buôn làng người K'ho nằm trên dãy núi Ông có một chàng trai tên là B'rong La Nga. Cha mẹ mất sớm, để lại cho chàng một cô em gái. Hai anh em như con nai mất mẹ, như con chim lạc bầy hẩm hút nuôi nhau. Hàng ngày, chàng cõng em lên núi bẻ măng, vào rừng đánh bẫy. Dù cuộc sống vô cùng cực khổ nhưng hai anh em rất mực thương yêu nhau.
Được dân làng đùm bọc, được núi rừng chở che, chẳng mấy chốc mà B'rong La Nga đã trở thành một chàng trai lực lưỡng. Chàng có sức mạnh hơn người và giỏi tài cung ná. Con thú trong rừng không thoát được cạm bẫy chàng, con chim bay trên trời không tránh nổi mũi tên chàng. La Nga leo lên tận đỉnh núi Ông năm lần bảy lượt mà không biết mệt. Hơn thế nữa, chàng làm rẫy giỏi và rất khéo tay nên trai tráng trong làng ai cũng nể phục, con gái trong buôn ai cũng muốn bắt về làm chồng.
Năm ấy, nhờ Giàng cho được mùa, lúa đầy kho đầy lẫm. Sau khi cúng tạ ơn Giàng, dân làng náo nức dệt váy áo mới, lau chùi cồng chiêng, lấy ché ra để ủ rượu cần, hăm hở chuẩn bị cho ngày hội mùa. Lũ con trai thi nhau vào rừng bứt dây, hái lá về kết k'lin; bọn con gái sửa soạn váy áo để múa hát và chọn người ưng bụng để bắt về làm chồng.  La Nga cũng vào rừng hái lá trung quân về kết làm chiếc k'lin thật lớn, tước vỏ dây m'ruông để se sợi dây thật dài, tìm ống tre già để làm pỏ-tok kêu thật thanh, thật to...
Vốn sẵn khéo tay, La Nga làm một chiếc k'lin thật đẹp, dài hơn sãi tay; lớn như cái sạp. Chàng vào rừng tìm lá thuốc về nhuộm cho cánh k'lin thêm nhiều màu sặc sỡ, lại gắn vào k'lin cái pỏ-tok kêu thanh như tiếng chim gọi bạn, trong trẻo như tiếng suối reo.
Vào ngày hội, dân làng nô nức  kéo nhau ra bãi đất trống gần nhà rông, thi xem k'lin của ai bay cao hơn, tiếng pỏ-tok ai kêu hay hơn. Bao nhiêu là k'lin được thả lên hòa lẫn trong ngút ngát mây trời. Dân làng  không ngớt trầm trồ về k'lin của La Nga, không chỉ vừa to, vừa đẹp, mà tiếng pỏ-tok cũng rõ, cũng thanh hơn hẳn k'lin của đám trai làng. Bọn con trai nghe tiếng pỏ-tok của chàng mà ghen tỵ, bọn con gái nghe tiếng pỏ-tok của chàng mà đắm say. La Nga cùng em vui sướng nới mãi những vòng dây m'ruông. Cánh k'lin gặp gió bay vút lên, cao mãi, cao mãi...
K'lin lúc ở dưới đất to là thế, vậy mà khi lên cao nhìn chỉ bằng cái lá. Tiếng pỏ-tok  "tơ roóc... tơ roóc..." vọng về thanh thoát. La Nga hăm hở se dây m'ruông nối thêm cho cánh k'lin bay cao hơn nữa. Dưới chân nhà rông, trời với đất như được nối liền với nhau bằng những vòng dây m'ruông và tiếng vọng huyền hoặc của chiếc pỏ-tok. Người em cứ ngẩng mặt dõi theo cánh k'lin mà vỗ tay reo vui  không ngớt...
Bỗng dưng trời lặng gió.Tiếng pỏ-tok kêu chậm dần rồi ngưng hẳn. Cánh k'lin chao đảo như con chim bị trúng tên. Sợi dây m'ruông chùng lại lỏng lẻo trong tay La Nga. Chàng vội vã thu dây để kéo k'lin về. Nhưng  không kịp nữa rồi... Cánh K'lin lảo đảo rồi từ từ hạ xuống sau đỉnh núi Ông cao tít, xa mờ.
Người em khóc thét lên một mực đòi anh phải đem k'lin về, đưa k'lin lên cao. B'rong La Nga dỗ mãi  không được. Cô em bé bỏng vốn được cưng chiều cứ khóc  đòi ngằn ngặt làm xốn xang lòng chàng. La Nga quyết định mang cung ná, cõng em lần theo dợi dây m'ruông dẫn đường ngược lên đỉnh núi Ông để tìm lại cánh k'lin.
Hai anh em vượt qua  không biết bao nhiêu quả đồi, bao nhiêu ngọn núi. Cây rừng cào rách bươm vai chàng, gai mây, gai tre làm chân chàng bật máu, nhưng bàn tay chàng vẫn không rời sợi dây dẫn lối. Sợi dây m'ruông vắt trên ngọn cỏ, vắt trên cây cao, vắt ngang lùm bụi, vắt hững hờ qua những gộp đá cheo leo như trêu ngươi, như thách thức lòng kiên nhẫn của chàng. Ở cuối sợi dây m'ruông kia là niềm vui của đứa em tội nghiệp nên chàng không hề quản ngại. Dây vắt đến đâu, chàng vạch đường lần theo đến đó. Khi đã vượt qua ngọn núi cuối cùng để lên đến đỉnh, một không gian thoáng đãng hiện ra. Trước mặt chàng là những tảng đá lớn nằm dưới những gốc cây cổ thụ, phong lan bám từng chùm nở hoa thơm ngát. La Nga hít một hơi thật sâu, xốc em lên rồi lấy sức bươn tới.
Thật ngạc nhiên, trên một phiến đá rộng và khá bằng phẳng, cánh k'lin nằm đó, vẫn nguyên vẹn như được một bàn tay màu nhiệm đón lấy và nhẹ nhàng đặt xuống. La Nga mừng rỡ chạy đến thận trọng nâng k'lin lên theo cách của già làng nâng lễ vật trong ngày cúng Giàng. Hai anh em vui sướng tột cùng như vừa tìm lại được báu vật. Trao cánh k'lin cho em, La Nga khoan khoái ngả mình trên phiến đá, vô tình chàng nhìn thấy trong khe đá có một bầu nước trong suốt, cá từng đàn lượn lờ quây quần. Sau mấy ngày băng ngàn lội suối, chàng nghe cái chân thèm được nghỉ ngơi, cái bụng thèm được ăn uống. Không cầm được lòng, B'rong La Nga bèn lắp tên, giương ná nhắm vào đàn cá mà lẩy cò. Lạ thay, khi mũi tên vừa len vào khe đá, chạm vào bầu nước thì bỗng một tiếng nổ long trời. Tảng đá vỡ tung, một cột nước bắn lên dữ dội rồi cuồn cuộn chụp xuống người La Nga. Chàng hoảng hốt xốc lấy người em quẳng lên lưng tháo chạy. La Nga chạy đến đâu, dòng nước đuổi theo đến đấy như quyết chẳng buông tha cho chàng.
B'rong La Nga cõng em phi nhanh như con nai trong rừng, cái bụng chàng lo lắng nên cái chân chàng cũng  không dám mỏi. Chàng chạy lên núi cao, dòng nước xẻ núi lao theo. Chàng chạy xuống khe sâu, dòng nước cuồn cuộn từ trên cao chụp xuống. La Nga quýnh quáng vấp ngã mấy lần, và cũng chừng ấy lần thác nước lớn suýt cuốn trôi chàng. Chàng cố sức guồng chân lên mà chạy, nhưng dòng nước cứ như con trăn khổng lổ sùng sục đuổi theo bén gót. Mỗi lần chàng ngã là một lần dòng nước như ngọn núi lừng lững đổ chụp xuống người chàng; nhưng với sức mạnh phi thường, La Nga đã gượng dậy được, bươn bả chạy tiếp. Cô em choáng váng mấy lần ngất trên vai càng làm cho chàng thêm vướng víu, vấp ngã liên tục. Hơn một ngày chạy không ngơi nghỉ, cuối cùng chàng cũng đã về đến buôn làng, nhưng dòng nước hung tợn vẫn cứ cuồn cuộn đuổi theo. Không thể để dòng nước cuốn hết cả buôn làng ra sông ra bể,  không thể để người em thân yêu phải chết dưới dòng thác dữ, chàng phải tiếp tục chạy, chạy càng xa buôn làng càng tốt. Chạy ghé qua buôn, B'rong La Nga vội vã gửi em lại cho già làng mà  không kịp để lại một lời. Nước đã ngập đến chân nhà sàn rồi, chỉ cần do dự một chút là cả buôn làng sẽ ngập chìm trong biển nước. La Nga quay người tháo chạy mà chẳng biết phải chạy về đâu. Chàng lao lên hướng Bắc, dòng nước ầm ầm đuổi lên hướng Bắc. Chàng chạy sang hướng Đông, dòng nước cuồn cuộn  đuổi sang hướng Đông. Chàng chạy thoăn thoắt như con thỏ rừng, dòng nước cũng như con trăn lượn mình đuổi sát. Chàng cắm đầu chạy  không dừng nghỉ, chạy mãi, chạy mãi...
Không biết đã bao nhiêu ngày đêm rồi, La Nga cứ chạy và dòng nước cứ đuổi theo. Sức cũng đã cạn nên đôi chân chàng chậm dần. Và lạ thay, "con trăn nước khổng lồ" dường như cũng thấm mệt, nên tuy vẫn nhằng nhẵng bám theo sát gót nhưng  không còn hung hãn nữa. Chàng chạy hơn  một buổi nữa thì gặp một con sông lớn chắn ngang, chẳng thể nào qua được. Cái chân mệt mỏi đã rũ ra như một cọng rau héo, chàng ngửa mặt thét lên một tiếng não nùng rồi từ từ khuỵu xuống úp mặt vào lòng đất mẹ. Dòng nước sau lưng nhẹ nhàng nhoài tới, phủ lên người chàng rồi êm đềm hòa vào dòng dòng sông lớn bao la.
Bao nhiêu mùa rẫy trôi qua, bao nhiêu cuộc đời đã trôi qua....
Những buổi tối trong nhà rông quây quần bên bếp lửa, già làng vẫn thường kể cho kể cho con cháu nghe chuyện chàng B'rong La Nga và cô em bé bỏng dẫn con nước về buôn ...
Ngày nay, dòng nước đuổi theo La Nga vẫn còn chảy rất mạnh và nhiều thác ghềnh. Người K'ho bảo, do chàng B'rong La Nga lúc đầu chạy rất hăng nên nước đuổi theo nhanh. Cứ mỗi lần chàng vấp ngã, dòng nước lại cuộn lên rồi chụp xuống mà tạo thành thác ghềnh. Đoạn đường từ buôn làng về xuôi, vì chỉ có một mình nên chàng hầu như không té ngã, đoạn này nước vẫn chảy siết nhưng bình lặng hơn. Càng về xuôi, La Nga càng thấm mệt nên bước chân chậm lại, dòng nước cũng vì thế mà trở nên êm đềm hơn. Những bước chân lạng lách né tránh dòng nước dữ của chàng đã để lại trên đồng những khúc sông uốn lượn.
Dòng sông lớn chắn đường La Nga chính là sông Đồng Nai, còn dòng nước đuổi theo La Nga được dân làng đặt tên là Đạ La Nga, tức dòng nước chàng La Nga. Người Kinh gọi chệch ra thành La Ngà, và tên dòng dòng sông ra đời từ đó ...